# Château-Chervix
Château-Chervix (tiếng Occitan: Chasteu Chervic) là một xã của tỉnh Haute-Vienne, thuộc vùng Nouvelle-Aquitaine, miền trung nước Pháp.